# 半黃足獵蝽
半黃足獵蝽（学名：Sirthenea dimidiata）为獵蝽科黃足獵蝽屬下的一个种。